# Đại Mạch
Đại Mạch là một xã thuộc huyện Đông Anh, thành phố Hà Nội, Việt Nam.

## Địa lý
Xã Đại Mạch nằm ở phía tây của huyện Đông Anh, xã nằm cạnh đường Quốc lộ 23B, cách thành phố Hà Nội khoảng 16 km, có vị trí địa lý:
- Phía đông giáp xã Kim Chung và xã Võng La
- Phía tây giáp huyện Đan Phượng và huyện Mê Linh
- Phía nam giáp quận Bắc Từ Liêm
- Phía bắc giáp huyện Mê Linh.

Xã Đại Mạch có diện tích 8,42 km², dân số năm 2022 là 15.810 người, mật độ dân số đạt 1.877 người/km².

## Hành chính
Xã Đại Mạch có 3 thôn: Mạch Lũng, Đại Đồng, Mai Châu được chia thành 12 xóm: 1, 2, 3, 4, 5, 6, 7, 8, 9, 10, 11, 12.

## Lịch sử
Năm 1831, các xã: Đại Mạch, Mạch Lũng, Lũng Đông, Mai Châu thuộc tổng Quải Mai, huyện Yên Lãng, phủ Tam Đái (năm 1888 là Vĩnh Tường), tỉnh Sơn Tây mới thành lập.
Đầu thế kỷ XX, sáp nhập tổng Quản Mai vào huyện Đông Anh, tỉnh Phúc Yên và được đổi tên là tổng Sáp Mai gồm các xã: Đại Đồng, Mạch Lũng, Mai Châu. 
Năm 1946, các xã: Đại Đồng, Mạch Lũng, Mai Châu hợp nhất thành xã Đại Mạch.
Ngày 12 tháng 2 năm 1950, Thủ tướng Chính phủ ban hành Nghị định số 03-TTg. Theo đó, xã Dân Chủ thuộc huyện Đông Anh, tỉnh Vĩnh Phúc mới thành lập.
Tháng 8 năm 1955, xã Dân Chủ được tách thành 2 xã: Dân Chủ và Hòa Bình; các 
thôn: Đại Đồng, Mạch Lũng (gồm cả Lũng Đông) và Mai Châu thuộc xã Dân Chủ, huyện Đông Anh, tỉnh Vĩnh Phúc.
Ngày 20 tháng 4 năm 1961, Quốc hội ban hành Nghị quyết về việc sáp nhập xã Dân Chủ, huyện Đông Anh, tỉnh Vĩnh Phúc vào thành phố Hà Nội quản lý.
Năm 1965, xã Dân Chủ đổi tên thành xã Đại Mạch.

## Văn hóa
Tại Đại Mạch có Miếu Mạch Lũng được Bộ Văn hóa Thông tin Việt Nam cấp bằng công nhận Di tích lịch sử văn hóa năm 1993.